# PRIDE (格闘技イベント)
PRIDE（プライド）は、日本の総合格闘技イベント。1997年から1999年まではKRSが、1999年から2007年まではDSE（ドリームステージエンターテインメント）が開催していた。海外でのイベント名称は『Pride Fighting Championships（略称 PRIDE FC）』。
2000年代前半（2007年頃まで）の総合格闘技業界において、名実ともに『世界最大の総合格闘技団体』及び『世界最高峰の舞台』であり、日本における今なお続く『総合格闘技人気』の火付け役となった。
中期以降はK-1を超えて圧倒的な興行成績を上げる日本No.1の格闘技イベントに成長すると共に、PPVビジネスの先駆者として当時日本No.1のPPV売上数を誇った。
2002年には、PRIDEが大会運営を行った格闘技イベント『Dynamite!』（海外名称『PRIDE Shockwave』）が国立競技場に9万1107人の観客を集めて格闘技興行の日本最大動員数を記録。また、PPV売上数の当時の日本記録も更新。2003年には、PRIDE東京ドーム大会で約6万人を動員し、当時の総合格闘技業界 世界No.2のアメリカUFCに「我々もこんなイベントを開くのが夢なんだ」と言われるほどの世界No.1の総合格闘技団体へと成長した。

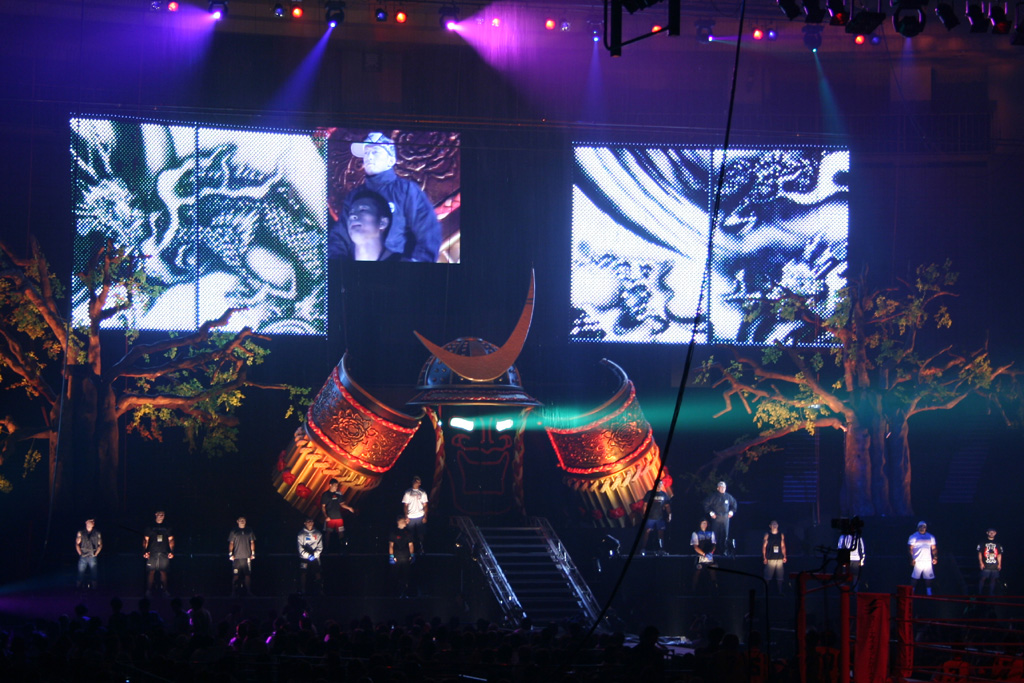
「PRIDE 武士道 -其の七-」での選手紹介

イベントを開催するにつれて、さいたまスーパーアリーナをホーム会場とするようになり、さいたまスーパーアリーナの15周年記念イベントでは、「PRIDE GRANDPRIX 2005」「PRIDE男祭り2005」の約4万9801人を動員した興行が、同会場の歴代最多動員記録として、さいたまスーパーアリーナから公式認定・表彰されている。
2015年にPRIDEの榊原信行CEOによって旗揚げされた格闘技団体『RIZIN』の前身団体。

## 概要
PRIDEの主な開催イベントシリーズは4つ。「PRIDE.」の後に通し番号が入る『PRIDEナンバーシリーズ』。約半年ほどかけて数大会に分けてトーナメントを行い優勝者を決定する『PRIDE GP（プライド グランプリ）』。実験的要素と日本対世界の対抗戦を軸にしてスタートし、途中から中・軽量級中心に特化した『PRIDE武士道』。大晦日にフジテレビ系列の地上波放送にて当日ディレード放送でゴールデンタイムを含む5～6時間の長時間枠で放送される1年の集大成イベントの『PRIDE男祭り』となっている。
1997年の「PRIDE.1」より数か月に1回のペースで『PRIDEナンバーシリーズ』のみを開催していたが、2000年の1月と5月に体重無差別級による「PRIDE GRANDPRIX 2000」を開催。
その後はまた、数か月に1回ナンバーシリーズの興行に落ち着くが、2003年には再び、今度はミドル級（現在のライトヘビー級）選手による「PRIDE GRANDPRIX 2003」を8月、11月の2大会に分けて行う。この年にはアーケードゲームとして『PRIDE』と『PRIDE GRANDPRIX 2003』の2作品がカプコンからリリースされ、後にPlayStation 2用ゲームソフトとして移植もされた。また、この年の10月に『PRIDE武士道』も初開催される。
そして大晦日の『PRIDE男祭り』は、その年に各PRIDEイベントで活躍したトップ選手と人気選手が一度に集うオールスター大会として開催され、テレビ放送の目玉としてオリンピックの格闘競技（柔道やレスリングなど）の金メダリストの参戦、他格闘競技のトップ選手などのPRIDEデビュー試合も定期的に組まれた。また、全試合終了後には会場でカウントダウンイベントも行われた。
2005年から始まったPRIDE武士道では、「中・軽量級」のみの試合を行う興行としてナンバーシリーズ、GPとの差別化が計られるようになった。2006年11月5日のPRIDE 武士道 -其の十三-をもって同シリーズは終了。それ以降は『ナンバーシリーズ』や『GPシリーズ』において正式に中軽量級のウェルター級（83kg以下）、ライト級（73kg以下）が設置された。
その他の関連するイベント・大会として、PRIDEへの登龍門を謳い二軍的位置付けだった『MMA THE BEST』シリーズ。東海テレビのテレビ番組「PRE-PRIDE」「PRIDE王」内企画の大会だった『PRE-PRIDE』シリーズ。興行的要素を一切排したアマチュア選手のための大会『PRIDEチャレンジ』がある。PRE-PRIDEでは、光岡映二、岡見勇信、井上克也などの有名選手が優勝して世に出ている。

## 歴史

### 前史
『PRIDE』は、当初は『高田延彦 vs.ヒクソン・グレイシー』の試合を実現するためだけに立ち上げられたイベントであった。きっかけは1995年の12月に、東海テレビ事業時代の榊原信行がUWFインターナショナルの名古屋大会の運営に携わり、高田延彦と深夜まで飲み明かしたことだったという。そこで高田延彦が「400戦無敗のヒクソン・グレイシーと戦いたい」という話になり、その10日後に偶然、東海テレビ事業と取り引きのあるH2Oがヒクソンの写真集を制作する話があり、ヒクソンと榊原が会うことになっていたことから、そこから対戦の計画が始まった。当初の企画書で、K-1の石井和義館長の名前が総合プロデューサーに名前を連ねていたのは、榊原が東海テレビ事業時代にK-1名古屋大会の運営をしていた縁から。
1997年7月22日、ホテルニューオータニ・シリウスの間で行われた記者会見で、「10月11日に東京ドームで行われる格闘技イベント『PRIDE-1』のメインイベントで、『ヒクソン・グレイシー対高田延彦』の一戦を行う」と両者会見に出席のもと発表。ヒクソン対高田は、勝者に賞金2000万円が贈られる「ザ・ワールド・マーシャルアーティスト選手権」と銘打たれた。会見の時点で「PRIDE-1」はヒクソン対高田以外は何も決まっておらず、会見当日は他の対戦カードだけでなく、前売り券の発売日や試合開始時刻は発表されなかった。当初、8月15日開催の計画が一人歩きしていた中で8月開催の発表がなかったことから一部マスコミは開催を不安視していたが、7月22日の会見から2日後に主催のKRSから「開場午後3時、試合開始・午後5時」と発表された。それと共にKRSが、「我々は他のプロレスや格闘技団体と比べても、運営組織としては何ら見劣りするとは思っていません」とFAXで宣言し、2か月半後に迫った大会開催に自信を持っていることを改めて宣言した。

### 旗揚げ
1997年10月11日に第1回大会「PRIDE.1」が開催され、高田延彦 vs. ヒクソン・グレイシーの試合で注目を集める。前項で述べているように、当初は1回きりの開催予定であったため、『たった一つのプライド（誇り）』と言う意味を込めて「PRIDE.1」と命名された。しかし、「PRIDE.1」が東京ドームを満員にして47000人超えの観客を動員して大好評であったため、第2回大会の開催が決定。大会名の意味を変えて1998年に「PRIDE.2」を横浜アリーナで開催した。その後はPRIDEの文字の後に開催順に数字が続く『PRIDEナンバーシリーズ』を続々と開催した。
初期には、スタンディングバウトルール、空手ルール、組み技ルールなど夢の対戦カード実現の舞台として、色々なルールも試行されたが、その後は総合格闘技ルールに一本化。「立ち技も寝技も何でもありの総合格闘技（ヴァリトゥード）で世界一の選手を決めるイベント」また「日本最大の総合格闘技イベント」として認知されるようになった。
「PRIDE.1」から「PRIDE.4」までは、実行委員会形式で『KRS（格闘技レボリューション・スピリッツ）』が母体となって運営。KRSは、名古屋の広告代理店（DSE前社長の森下直人が在籍した名古屋の家電チェーン・エイデン子会社のハドック、パーフェクTV!-現スカパー!の広告代理店）、安室奈美恵関連の制作をしていた名古屋のイベント制作会社H2O、関西の大物プロモーター、のちにDSE社長となる榊原信行らが立ち上げた。イベントの制作は『H2O』が行った。
なお、KRSのスーパーバイザーは、三井物産の契約プロデューサーとして『パーフェクTV！』の立ち上げに参加し、『サムライTV（現・スカパー・ブロードキャスティング）』のプロデューサーで小室哲哉のアドバイザーでもあった喜多村豊が務めた。また、空手家の黒澤浩樹が代表幹事としてKRSの顔の役割を担った。喜多村は『メディアファクトリー』のプロデューサーでもあったことから、同社からPRIDEの公式ガイドブックと公式ビデオ・DVDが発売された。

### DSEの時代
1999年1月20日に『株式会社 ドリームステージエンターテインメント（DSE）』が発足。実行委員会組織での運営のKRSに代わり、「PRIDE.5」からPRIDEの運営を担当することとなった。社長にはKRSで調整役として活躍した森下直人が就任。株の過半数を持つオーナー社長だったという。2000年8月27日の「PRIDE.10」で、アントニオ猪木がエグゼクティブ・プロデューサーに、2003年1月8日に森下直人が死去した後任の社長に榊原信行常務取締役が就任。2003年4月には、高田延彦がPRIDE統括本部長に就任。公的な役職には就いていはいないものの、作家の百瀬博教もプロデューサー的な立場だったと言われている（百瀬の公式ウェブサイトでは、興行を「百瀬博教プロデュース」と明記していた）。なお、榊原体制発足時にテレビ制作会社イースト（現・イースト・エンタテインメント）とスカイパーフェクト・コミュニケーションズ（現・スカパーJSAT）の資本がDSEに入った。
当時のPRIDEは、K-1やUFCなどの他興行との協調路線を打ち出しており、UFCの選手がPRIDEに移籍したり、UFC現役王者がPRIDE出場を志願してPRIDEのトーナメントに参戦するなど、選手層の拡大を続けたが、PRIDEが当時はK-1選手だったミルコ・クロコップと正式契約をして、ミルコがPRIDEに移籍したことをきっかけにK-1とはライバル関係になった。また、日本の格闘技ブームの1つの頂点ともいえる2003年12月31日、日本テレビ・TBS・フジテレビによる民放地上波3局同時の大晦日格闘技興行戦争もあり、K-1との対立は深まり、猪木、百瀬は離反した。
2001年11月3日、「PRIDE.17」でヘビー級（93kg以上）とミドル級（93kg以下）の王座の新設に伴い王座決定戦が行われ、アントニオ・ホドリゴ・ノゲイラとヴァンダレイ・シウバがそれぞれ初代王者となった。
2003年ミドル級グランプリが2004年にはヘビー級グランプリが行われる。また2005年には再びミドル級グランプリが行われたほか、武士道においてウェルター級およびライト級のグランプリも開催された。
2004年12月31日、「PRIDE男祭り 2004 -SADAME-」において国際レスリング連盟（FILA）会長のラファエル・マルティニティと、日本レスリング協会会長の福田富昭がリング上より「FILAはアマチュアレスラーのプロ格闘技活動を公式に認め、今後協会よりオリンピックメダリストをはじめ、世界中の強豪レスラーをPRIDEに送りこむ」という内容の挨拶を行う。
2005年4月23日から『PRIDE GRANDPRIX 2005』を開催。12月31日には「PRIDE 男祭り 2005」を開催し4万9801人の集客に成功した。
2006年3月、ウェルター級及びライト級王座を設立し、ダン・ヘンダーソン、五味隆典を初代王者に認定する。4月、無差別級グランプリが開催される。その最中の2006年6月5日、フジテレビがDSEとの契約を全面解除したことで、地上波中継が出来なくなる。その後、『テレビ朝日がPRIDEの地上波放送に興味を示した』という報道が出るも、テレビ朝日は否定した。
直後に開催された「PRIDE 無差別級グランプリ 2006 2nd ROUND」では、フジテレビのアナウンサーや佐藤大輔ディレクターなどがイベントに参加出来ないことから、実況アナウンサー・煽りVTRの制作陣・ナレーターなどの変更が見られた。しかし、「PRIDE 武士道 -其の十三-」からは、佐藤大輔などのフジテレビスタッフがフジテレビを退社してPRIDEに合流。それまでの煽りVTR制作陣が復帰すると共に、ナレーターにも立木文彦が復帰した。しかし地上波撤退の影響でスポンサーが減るなどして資金繰りが徐々に悪化。10月にはアメリカ合衆国ネバダ州ラスベガスにて初めての海外大会「PRIDE.32」を開催。PRIDEのトップ選手が大勢出場し、のちのUFC王者などが前座で試合をするなど豪華な大会となった。翌年2月には「PRIDE.33」を再びラスベガスの同地で開催。アメリカでもチケットが全席完売するなど好評だったが、それまでの世界一の規模を保ったままの経営継続が困難となる状況は続いた。

### イベント消滅
2007年3月27日、東京・六本木ヒルズアリーナで記者会見が行われ、榊原信行率いるDSEが、アメリカの総合格闘技イベントUFCを主催するズッファ社のオーナーであるロレンゾ・フェティータに「PRIDEを開催し続けること」などを契約条件として契約を交わし、PRIDEの興行権の譲渡を発表。同時に、本社を米・デラウェア州に置く新会社「PRIDE FC WORLDWIDE (Pride FC Worldwide Holdings, LLC)」の設立が発表された。
2007年4月8日、PRIDE.34が開催。これが日本の榊原信行CEOらのDSE体制として最後のPRIDE興行となり、2007年4月17日にDSEが開いた臨時株主総会で法人解散を決議したことが官報に公示された。
2007年10月4日、PRIDEを買い取ったアメリカのズッファ社が突如、「PRIDE FC WORLDWIDE 日本事務所」の解散を発表。さらに同社所属日本人スタッフを一斉解雇した。これにより、PRIDEは事実上消滅した。（詳細後述）
2007年以降、PRIDE消滅に伴い、PRIDEを主戦場としていた選手らの多くは各所に流出していった。PRIDEは世界一の選手層を誇っていたことから、その結果、1年も経たないうちに世界中の多くの団体の王者がPRIDEの選手となった。また、2008年度前半期には、UFCへと流出した元PRIDEトップ選手らが、UFCのヘビー級からミドル級までの3階級のUFC王者にKO・一本勝利してUFCを制覇し、UFC王者の過半数を元PRIDE選手が占める状態となった。（2007～2008年頃、ヘビー級暫定王者:アントニオ・ホドリゴ・ノゲイラ、ライトヘビー級王者:クイントン・"ランペイジ"・ジャクソン、ミドル級王者:アンデウソン・シウバ）
2007年9月8日、UFC 75で、PRIDEミドル級王座を保持したままUFCに移籍したダン・ヘンダーソンのPRIDEミドル級王座と、元PRIDE選手のクイントン・"ランペイジ"・ジャクソンの持つUFC世界ライトヘビー級王座が統一されてUFCライトヘビー級王座に一本化。PRIDEミドル級王座は統合された。
また、この買収劇の中でPRIDEの榊原信行CEOはUFCとの最初の契約時に、UFCがPRIDEを買収する代わりに『7年間の競業禁止』という条件にサインをさせられており、榊原はその後の7年間、他のプロモーター達と具体的な会話をすることも禁止となった。これにより行動や電話・メールなどの履歴もすべてUFCに監視されるため、PRIDE関連のことも大きく発言出来ず、その後発足するDREAMなどのイベントにも一切関わることは出来ず、2014年頃まで格闘技に関係するすべての事柄に関わることが完全に禁止された。
そして、現在もPRIDEの権利はUFCの親会社とPRIDE FC WORLDWIDEが保持。UFCファイトパスで過去の試合が見れる他、2012年発売のテレビゲーム「UFC Undisputed 3」ではPRIDEモードが収録されているなど、PRIDEのブランドを活かした展開がなされている。しかしながら、UFCが買収・吸収して消滅させたWECやStrikeforceなどと同じく、団体としては事実上の消滅状態となっている。

### 一夜限りの復活

#### 『やれんのか！大晦日！2007』
UFCのズッファ社による日本のPRIDE（DSE）スタッフの一斉解雇後、2007年11月21日、フリーとなった旧PRIDE（DSE）スタッフ達が会見を開き、同年の大晦日に、ロシアの総合格闘技プロモーション「M-1 Global」のサポートを受けて、さいたまスーパーアリーナで一夜限りの「PRIDEの最後のけじめ大会」「事実上のPRIDEの最後の大会」となる大規模イベント『やれんのか! 大晦日! 2007』の開催を発表。
PRIDEが買収される前からDSEスタッフが同会場を押えていたことやDEEP佐伯繁代表の発言から、大晦日に旧PRIDEスタッフが大会を開催することはイベント開催発表前の10月頃からすでに噂になっていた。そのようなこともあり、格闘技ファン側もアメリカが開催する『PRIDE』ではなく日本の『PRIDE』の再開を望んで、PRIDE10周年の10月11日にDSEスタッフに約1,000通以上のメッセージを送るなど、イベントの開催を後押ししていた。
イベント名は、UFCのズッファ社による監視と制約からPRIDEに関連するワードや演出は使用できないことから、PRIDEの頃を思い起こさせる高田延彦のセリフ「やれんのか!」がイベント名となった。このイベントの統括本部長はPRIDEの高田延彦が務めた。また、大会後には、高田がこの「やれんのか!」について、PRIDEで行ってきたスタイルとしては最後のイベントであると語った。
このイベントは、さいたまスーパーアリーナで2万7128人の観客を集め、UFCとの確執からUFC移籍を拒んだPRIDEヘビー級王者のエメリヤーエンコ・ヒョードルが参戦し、他にもUFCと契約しなかったPRIDEトップ選手を中心にギルバート・メレンデス、マーク・ハント、JZ・カルバン、ルイス・アゼレード、青木真也、川尻達也、秋山成勲、三崎和雄、桜井マッハ速人などが参戦予定となり、ハントとカルバンは参戦が間に合わなかった。当日の会場にはPRIDEの再開を1年間待ち続けたPRIDEファンたちが集結して熱狂。この大会の様子を見た当時のライバル団体K-1の谷川貞治プロデューサーが、「（同時に開催していた自分たちのK-1興行と熱量があまりに違ったので、）正直、「負けた・・・」と思いました。敗北感と共に、嫉妬すら覚えた興行でした」と語るほどの、異様な熱量のある大会となった。

### その後
2008年2月13日には総合格闘技団体『DREAM』の旗揚げが発表。同年3月5日には『戦極』の旗揚げ戦が開催され、事実上PRIDEからの流れを受け継ぐ、新たな継承団体が2つ生まれた。DREAMの方には、K-1（FEG）スタッフや元PRIDEのDSEスタッフが多く参加し、DSEの笹原圭一がDREAMのイベントプロデューサーを務めた。その後、戦極は2010年、DREAMは2013年にそれぞれ活動を停止した。
2014年6月、UFCズッファ社との契約による「7年間の競業禁止」が終了した元PRIDE CEOである榊原信行が格闘技業界に復帰可能となり、2015年10月、榊原信行を筆頭に、笹原圭一・高田延彦らが中心となって、総合格闘技団体『RIZIN FIGHTING FEDERATION』が設立された。

## 買収後の動き
2007年3月、PRIDEを買収したロレンゾ達UFC側は「PRIDEは続いていく」と発表したにもかかわらず、アメリカのズッファ社からPRIDEを開催する動きは一切無く、DSE体制時に2007年5月に開催が予定されていた、ライト級GPも開催されず、延期となった。そしてその後も、新体制発足後のPRIDE興行開催の目途は全く立たず、格闘技ファンがしびれを切らす状況や先行き不透明の時期が長く続いた。
その状況を見かねた日本の格闘技雑誌『Fight ＆ Life』の記者達がUFCのデイナ・ホワイトCEOにインタビューを敢行。そこでデイナは「PRIDEは、今もこれからも日本を代表する組織として活動を続ける。オフィスの場所も変わらないし、働くスタッフもそのままだ。何も変わらない。そして、とんでもない試合が実現する。誰が世界一なのかを決める試合を組むんだ。（君たちが言うように、PRIDEがアメリカ主導の大会になることもなく、）UFCがPRIDEのファイターを奪い取るなんてことをせずに、PRIDEがPRIDEとして存在し、UFCとPRIDEという2つの最高のブランドがぶつかる」、「大丈夫、PRIDEのファイターは日本のリングに上がり続ける。PRIDEは日本のプロモーションだ、PRIDEの選手は日本で闘い続ける。PRIDEの今後は、過去と比較して何も変わることはない。PRIDEは日本の会社だからな」と話した。しかし、この発言とその後UFCズッファ社やデイナが起こした行動はまるで違い、PRIDEは1度も開催されず、DSEの日本人スタッフ達は全員解雇され、PRIDEトップファイター達の多くをUFCが吸収し始める結果となった。さらにUFCが興味を示さないPRIDEの日本人選手達もPRIDEが開催されないことから、PRIDEの提携団体のDEEPや日本のライバル団体であったHERO'Sに移籍せざるを得ない結果となった。
しかし、2007年10月4日にズッファ社が、PRIDE FC WORLDWIDE 日本事務所の解散を発表し、日本人スタッフを全員解雇した。
この件について、アメリカのPRIDE FC WORLDWIDE側は、「事務所の解散およびスタッフの解雇は、日本でのイベント開催が不可能になったことに起因するもの。それらは旧DSEの元役員の協力不足によるものである」と、DSEスタッフや日本人に責任を押し付けるかのような声明を発表した。しかし、日本のDSEスタッフ達は、「（それまで普段と変わらず仕事をしていたのに、）アメリカ人の代理人から、「質問はメールでのみ受け付ける。今から私物を整理して昼までに事務所から出て行くように」と言われ、何の事前説明もないままの突然の解雇通知が来た」と話し、アメリカ側の主張とは大きく食い違った。このアメリカ側の突如の発表と一斉解雇によって、日本の現場は大きな混乱を起こす結果となった。
さらに、DSEの日本人スタッフ達は、「我々はUFCオーナーのロレンゾ・フェティータ氏が言った“PRIDEは今後もブランドを維持して、私は二人の子供（UFCとPRIDE）を同じようにこれからも愛し続けます”という言葉を信じて待っていたんです。PRIDEは当然再開されるものだと信じて（働きながら）待っていたのに、このタイミングでこうなるなんて思ってもいなかった。これではPRIDEのファンの方々に申し訳ない・・・。（契約や約束を守らずにこんなことを一方的にするなら、アメリカ側は、）まず我々に説明してほしいし、PRIDEのファンにもちゃんと説明するべきではないか？」と、アメリカ側が約束を守らなかった事や一方的な解雇に不満の位を表した。
このような事態になったことを当時の格闘技雑誌kamiproでは、「UFC・ロレンゾはなぜもっと綿密に計画を経てずに、慌てて大金をかけてPRIDEを手に入れたのか。そこにはロレンゾ達が、全席が完売した榊原信行達のPRIDEラスベガス大会を生で見て、そこでアメリカ人達がPRIDEに熱狂する姿を目にして、「まずいな・・・」とつぶやく姿があったという。だからPRIDEを『潰す』か『手に入れる』か、だった。そしてUFCはPRIDEを買収した。しかし、自分たちのリサーチ不足により、（PRIDEを買っても日本人がUFCを受け入れないという）日本市場への見込み違い、さらに（PRIDEを買い取っても自分たちのUFCを放送してくれない）日本のテレビ業界に対する認識不足などから、買ったPRIDEへの憧れが失望になっていったのではないだろうか」と様々な状況から分析して記事にしている。
2008年2月、アメリカでPRIDE FC WORLDWIDEと関連会社が榊原信行らを相手取り、協力不足や情報開示がされなかったこと等を理由に、これまでに支払われた金銭の返還とPRIDEを維持する義務の免除を求める訴訟を起こした。これは日本のDSE側から見た場合は事実上、UFCがPRIDEを継続する意思が無く消滅させる予定であることが読み取れる内容と、自分たち側の団体や日本市場への理解不足やリサーチ不足を日本側に責任を押し付けているようにも見える内容、さらにPRIDEを日本に返還することも無いままの金銭返還要求。そのため、DSEの榊原信行側は、それはあまりに不条理ではないかということで『契約書に書かれている、PRIDEの興行継続を守らず断念したことは契約違反に当たる』として契約不履行から、UFCオーナーのフェティータ兄弟とPRIDE FC WORLDWIDEを同年4月に訴えている。
その流れの後、アメリカでUFCのCEOデイナ・ホワイトが、PRIDEを消滅させたことやPRIDEの日本大会開催に妨害があったとアメリカのインタビューで突如主張。「我々にはPRIDEのための計画があったし、PRIDE日本大会を開催するつもりだった。しかし、そこにはマフィアが横行していた。そんなところでビジネスをするのは実に面倒だ。そのせいでPRIDEというブランドが消滅することになってしまったのは非常に残念だ」と、PRIDE消滅はあくまで自分たちのせいではないことを主張をした。しかし、今までそのような話は1度も出ておらず突然の発言だったこと、さらに日本で毎日生活をしている人々の目線からはマフィアが横行していると常に感じるような場面はほぼ無いこと、マフィアがビジネスを無意味に邪魔する事もまず無いこと、また、他の海外格闘技団体らは特に問題なく日本大会を開催していること、さらにその後、UFCがWECやStrikeforceなどの買収したライバル団体をすべてPRIDEと同じように消滅させていること、などからデイナの発言は真偽不明ながら、人々が多くの点に首を傾げるような違和感のある内容であった。そのため当時の日本の格闘技雑誌のインタビューで、デイナのこの発言を記者から伝え聞いた元PRIDE CEOの榊原信行は激怒し、「開催出来ないわけがない。（色んな理由を付けて）彼らはPRIDEを開催したくないのだろう。我々と結んだ契約書に『PRIDEを続ける』と書いてあるのだから、（そんな不自然な言い訳をする暇があったら、）早くPRIDEを開催しろ」と、UFCとデイナは言い返された。また榊原は2015年にも、「結局、彼らは1度もPRIDEを開催しなかった。（PRIDEをUFCに売る際に）騙された僕も悪い。けど、それでも契約なのだから開催してくれよ。仮にどんな理由があったとしても開催しないなら結果的に自分もファンも騙したことになるのだから」と、改めてUFCとデイナ・ホワイトに苦言を呈した。
その後、UFCは2012年から2017年まで日本でUFCの大会を開催。この頃になると格闘技ファン達からもUFC側の発言と実際の行動の矛盾点がさらに指摘されるようになった。デイナはUFC日本大会を発表した際に、自身のこの発言のことで記者からも指摘を受けたが、デイナは「そのことはだいぶ無くなったので大丈夫です」と語り煙に巻いたまま、マフィアが横行してビジネスが難しいと自身が話した日本の地で、PRIDEは開催せずに、5年以上に渡りUFCの大会を開催し続けた。
さらに、榊原信行CEOが『7年間の競業禁止』という条件を課せられたことに関して、格闘技雑誌『紙のプロレス』の元編集長のジャン斉藤はのちにDropkickで当時を振り返り、「ライバル会社を買収して消滅させるのはアメリカ企業の常套手段。実際に、UFCに買収されたWECやStrikeforceなどの団体も、PRIDE同様にUFCに選手を吸収された後に消滅させられた」と話した。また、PRIDE 無差別級GP 2006王者のミルコ・クロコップは、PRIDE消滅までの一連の流れを2010年に日本の雑誌GONG格闘技で振り返り、「UFCは賢く上手くやったよ。PRIDEを無効化した。これでUFCに楯突く者は今では誰もいなくなった」と、UFCへの皮肉を交えた話をした。

## 中継

### テレビ放送
発足当初、高田延彦の希望で地上波でのテレビ放送が模索され、一時日本テレビで放送という話があったものの、パーフェクト・チョイス（現スカチャン）のPPV放送に落ち着いた。PPV重視は一貫してPRIDEの基本姿勢ではあったが、2004年から2006年まで一部の試合は試合当日ないしは同週の夜にフジテレビで録画放送されていた。
東海テレビは、PRIDE.1のパーフェクTV!（当時）での中継映像を約1時間に編集し、後日、東海地区ローカルで放映した（1997年10月31日 深夜2:00 - 2:55 「PRIDE1」）。同局はさらに、DSEが発足したPRIDE.5からは全ての大会を中継するようになった。テレビ東京の格闘技番組『格闘コロシアム』、中京テレビの格闘技ミニ番組『夢格闘・ドリームファイト』（提供はDSE）、フジテレビの格闘技番組『SRS』など、各テレビ局でPRIDEの試合が放送されることはあったが、2000年にフジテレビが大会主催者として加わるようになると、PRIDEはフジテレビ系のコンテンツとなった。特に東海テレビは、PRIDE情報を扱うレギュラー番組・『PRIDE炎のリング』（ミニ番組・提供はスカイパーフェクTV!）、『PRE-PRIDE』（新人ファイター発掘オーディションを兼ねた情報番組）、『PRIDE王（キング）』を作り続け、中継がゴールデン・プライムタイム以外の場合は、フジテレビとは別に独自の編集で中継番組を制作・放映し、PRIDEを重要コンテンツとして取り扱った。
2006年6月5日、フジテレビはDSEとの契約を全面解除し、番組の放送を取りやめることを発表。そのため、フジテレビ系の地上波で放送されるはずであったPRIDE 武士道 -其の十一-とハッスル・エイド2006（いずれもDSEがプロデュース）の放送がいずれも中止された。武士道-其の十一-に至っては、契約解除の前日にパーフェクト・チョイスのPPV放送がフジテレビスタッフにより中継されており、またそれまで地上波では深夜放送だった武士道シリーズが其の十一で初めて地上波ゴールデンタイムで放送されることが内定していながら中止となった。同時に東海テレビも追随を余儀なくされ、PRIDE情報を扱うレギュラー番組『PRIDE王』が休止となった。さらに、パーフェクト・チョイスを運営するペイ・パー・ビュー・ジャパン（PPVJ、現スカパー・ブロードキャスティング）の親会社かつスカパー!運営会社でもあるスカイパーフェクト・コミュニケーションズ（スカパー、現・スカパーJSAT）の主要株主に、フジテレビが名を連ねていたため、パーフェクト・チョイスのPPV放送についても放送中止が一時懸念されたが、スカパーは放送継続を決定した。
地上波およびPPV放送以外では、過去の試合を取り上げて放送する「PRIDE REVIVAL」という番組が、J sports ESPNで、FIGHTING TV サムライでは「PRIDE武士道マガジン」という番組が放送されている。なおPRIDEは、全米・ブラジルでのPPV放送のみならず韓国・インドネシア・ロシア連邦・ヨーロッパの一部と世界各国で放送されており、PRIDE.32では全世界へ向けたインターネットによる有料配信も行われた。

### インターネット配信
光ファイバ・インターネットサービス「TEPCOひかり」のコンテンツサイトcasTY内の「PRIDEひかり道」では多くの試合なども流される（司会：ユウキロック（ハリガネロック）、須之内美帆子、ふるけいこ）。
2006年にフジテレビの放送が契約解除されてからは、パーフェクト・チョイスのPPV放送とともに、インターネットを通じた試合の配信が開始され、DMM.comによる過去の試合の有料配信も行われた。
パーフェクト・チョイスのPPV終了後に、DMMによる有料配信、さらにDMMによる有料配信が終わると、「あっ!とおどろく放送局」が無料配信する順序となっていた。選手紹介の煽りビデオと入場はカットとなっている。
なお、「あっ!とおどろく放送局」での無料配信は、PRIDE.32までで終了。引き続きDMMは、PRIDE 男祭り 2006の生中継と録画配信を行った。インターネットを通じたPRIDEの生中継はこれが初である。生中継ではオンデマンド配信と異なり、選手紹介も入場もノーカットだった。
PRIDE.34は、ライブ・エンターテインメント・チャンネル「LIVE MASTER」が有料録画配信を行った。また「ShowTime」により独占ライブ配信と録画配信が為され、期間を置いた後GyaOで無料配信が行われることになった。

### 実況・解説
KRS時代には、当時格闘技通信編集長だった朝岡秀樹や格闘技ライターの近藤隆夫、格闘家の中井祐樹などが務めた。DSE体制のPRIDE.5以降は、谷川貞治と高田延彦が主に解説し、実況はフジテレビと東海テレビのスポーツ実況アナウンサーが担当した。2002年2月からはタレントの小池栄子がキャスターとして登場した他、過去のゲストには、大槻ケンヂ、畑野浩子、長谷川京子、石橋貴明などがいる。2003年に谷川貞治がFEG社長に就任したため降板した後は、主に高田延彦が解説を務め、PRIDEに出場している格闘家が時折ゲスト解説していた。
また、東海テレビが東海地区のみで放映した独自編集版（「テレビ中継」の項参照）では、当時自社製作していたPRIDE情報番組のナビゲーターが、そちらでもそのままナビゲーターを務めた（「PRIDE炎のリング」と「PRE-PRIDE」がリサ・ステッグマイヤー、「PRIDE王」が佐藤江梨子）。
フジテレビの放送中止後は、解説を高田延彦と高阪剛、実況を矢野武、市川勝也が担当していた。海外向けPPVの実況はマウロ・ラナーロ、解説はバス・ルッテンが行った。

### フジテレビで放送していた時の番組スタッフ
- プロデューサー：滝澤美衣奈
- チーフプロデューサー：清原邦夫
- ディレクター：永盛 健之
- 演出：佐藤大輔
- 制作：フジテレビスポーツ部

### 視聴率
2003年から始まった大晦日に開催される男祭りでは日本テレビからの選手の横取りなどで出遅れたものの、2005年にはTBSで放送されていた「K-1 PREMIUM Dynamite!!」などにも視聴率では上回っている。

## テーマ曲
PRIDEの大会テーマ曲は高梨康治の作曲による、開会式などで使用される「PRIDE」と、勝利時などで使用される「Victory」の2曲がある。これらの曲を収録したCDも2000年4月26日に発売された。特に「PRIDE」はオフィシャルサイトの大会前の煽り映像にも使用されており、大会を代表する曲として格闘技ファンならずとも知名度の高いテーマ曲となっている。現在でも、PRIDEにゆかりのある選手の入場や、Bellator MMAやRIZINのオープニングで使用され、地上波各局のテレビ番組のあらゆる対決シーンのBGMの定番となっており今でも定期的に使用されるため、大会消滅後も耳にする機会が多い。日本のプロ野球においても、内海哲也、篠原慎平、三ツ間卓也、吉住晴斗の各選手らが登場曲に使用していたことがある。
また、ニコニコ動画では大相撲の写真にエフェクトを加えたMADムービー「世界最強の国技 SUMOU」のテーマ曲として「PRIDE」が使われて人気となった。このため格闘技団体のPRIDEをリアルタイムで見ていない世代を中心にインターネット上では「PRIDE」ではなく「SUMOUのテーマ」と呼んだり、この曲の大元を勘違いをしている人が多い。ボディビルでは、国内外でポージングBGMとして使用されることがある。
フジテレビの中継放送のテーマ曲は、レイジ・アゲインスト・ザ・マシーンのアルバム「バトル・オブ・ロサンゼルス」収録曲の「ゲリラ・レイディオ（Guerrilla Radio）」であった。2005年12月31日の「PRIDE 男祭り 2005 頂-ITADAKI-」から「PRIDE feat. Erick Martin」の「THE LAST MAN STANDING」が使用されていた。

## 階級・王座
| 階級         | 重量区分 | 王者                         | 防衛回数 |
| ------------ | -------- | ---------------------------- | -------- |
| ヘビー級     | 93kg以上 | エメリヤーエンコ・ヒョードル | 3        |
| ミドル級     | 93kg未満 | ダン・ヘンダーソン           | -        |
| ウェルター級 | 83kg未満 | ダン・ヘンダーソン           | 0        |
| ライト級     | 73kg未満 | 五味隆典                     | 1        |

## ルール

### 概要
通常のパンチ・キックに加え、パウンド、関節技・絞め技、および4点ポジション（両手足をマットについた状態、実質的にはグラウンドの状態）での頭部への蹴り（サッカーボールキック、踏みつけ、上四方固めからの頭頂部への膝蹴りを含む）および膝蹴り、が有効となる。ただし、4点ポジションでの頭部への蹴りおよび膝蹴りについては、対戦する選手の体重差が、両選手ともヘビー級の場合で15kg以上、いずれか一方の選手がミドル級以下の場合で10kg以上ある場合には、体重の軽い側の選手が当該攻撃の有り・無しを選択することができる。
なお、アメリカ大会（PRIDE.32、PRIDE.33）ではネバダ州アスレチック・コミッション（NSAC）が認可したルールを採用した（5分3R、4点ポジションでの頭部への蹴りの禁止等）。当該ルールでは頭部・顔面への肘打ちが有効であるが、大会開催時には従来のPRIDEルール同様、禁止となった。

### ラウンド
1R10分・2R5分・3R5分（ラウンド間のインターバルは2分）の変則3R制を採用している。ただし武士道およびグランプリトーナメント準決勝に関しては1R10分・2R5分（ラウンド間のインターバルは2分）の変則2R制となる。例外的に変更も認められ、ホイス・グレイシーは、桜庭和志との試合前にラウンド無制限を求めた。

### リング
通常の7m四方の正方形リング上で行われる。

### 選手の服装
オープンフィンガーグローブ、マウスピース、ファウルカップ、トランクスまたはスパッツを着用して試合をする。道衣やレスリング用のシューズなどの着用を認めている。ドス・カラスJrは簡易化されたルチャリブレのマスクを着用した。

### 勝敗
KO、ギブアップ、TKO（レフェリーストップ、ドクターストップ、タオル投入）、反則、判定などにより決する。なお、判定においては必ず勝敗を決し、ドロー裁定のないマストシステムが採用されている。判定は3名のジャッジにより行われ、ポイント制ではなく試合全体での優劣により判定される。なお、判定基準の順位は以下の通りである。
1. KO、ギブアップを狙う姿勢
2. 相手に与えたダメージ
3. 打撃のコンビネーション・グラウンドコントロール
4. テイクダウン・ディフェンス
5. アグレッシブさ
6. ウェイト（両選手に10kg以上の体重差があった場合）

### 反則
1. 噛みつき
2. 目潰しおよび目突き
3. 頭突き
4. 金的攻撃
5. 頭髪を掴む
6. 手指を用いて気管を押しつぶす・喉をつかむなど喉へ対する直接的な攻撃（PRIDE.17で、トム・エリクソンがマット・スケルトンの喉を手の指で上から押さえつけるチョーク攻撃を行った際に、スケルトンが声帯損傷を負ったため、次大会から反則に追加された。なお、公式記録では「ギロチンチョーク」が決まり手と記載されている）
7. 後頭部・延髄・脊髄への打撃攻撃（後頭部とは、頭の真後ろのことをいい、側面、耳の周りは後頭部とはみなさない）
8. 頭部・顔面への肘打ち
9. 故意にロープを掴んで離さない、また故意にロープに手、足を引っかけてはならない。上腕部分をロープに引っかける行為は即、注意とする。
10. リング外へ逃げる
11. 相手をリング外へ投げる
12. 試合中、相手に対しダメージを与えると認められない無気力な攻撃、および膠着を誘発する動き
13. 試合中の選手による非人道的な行為（なお、この行為に対して審判団は、試合中以外にも注意や警告を出すことができる）

## スタッフ

### リングアナウンサー
- ケイ・グラント（PRIDE GRANDPRIX 2000 開幕戦から担当）
- レニー・ハート（選手コール、PRIDE GP 2000 開幕戦から担当）[43]
- 太田真一郎 [43]
- 服部潤（PRIDE GP 2000 開幕戦まで担当）[43]
- 幸野善之（PRIDE武士道を担当）

### 特別リングアナウンサー
- 村上ショージ（PRIDE.1から担当）
- 立川談志（PRIDE.17におけるイゴール・ボブチャンチン対マリオ・スペーヒー戦のみ）

## 演出
フジテレビが放送している時期の演出は基本的に毎回同じであり、「お馴染み」の演出として人気を博した。開会式で高田延彦が「男の中の男たちよ、出てこいや！」と叫ぶと、大会のテーマ曲「PRIDE」が流れ始め、レニー・ハートの特徴的な巻き舌の選手コールにより全出場選手が一人ずつ登場する。各試合の前には佐藤大輔による「煽りV」と呼ばれる選手紹介VTR（ナレーションは立木文彦）が流され、VTRが終わると入場曲が流れ選手が登場する。また、ヒクソン・グレーシーの「400戦無敗」やエメリヤーエンコ・ヒョードルの「60億分の1の男」、桜庭和志の「グレイシー・ハンター」など、選手のキャッチフレーズも流行した。